# Horváth Bálint (zeneszerző)
Horváth Bálint (Budapest, 1986. szeptember 10. – ) magyar zeneszerző, tanár, a Partiumi Keresztény Egyetem adjunktusa, a Weiner Leó Zeneművészeti Szakgimnázium zeneszerzés tanára.

## Tanulmányai
A budapesti Bartók Béla Zeneművészeti Szakközépiskolában Fekete Győr István, a Liszt Ferenc Zeneművészeti Egyetemen Orbán György tanítványaként végzett zeneszerzés tanulmányokat. Kitüntetéses egyetemi oklevelét 2010-ben vette át. 2010-2013 között a Zeneakadémia Doktori Iskolájának hallgatója volt, tudományos és alkotói tevékenységét Vikárius László, Jeney Zoltán és Soproni József irányította. 2012-ben a kolozsvári Gheorghe Dima Zeneakadémia ösztöndíjas doktori hallgatójaként Adrian Pop vezetésével végzett kutatói munkát. DLA fokozatát 2016-ban szerezte meg. Doktori értekezését román kolindák zeneszerzői feldolgozásaiból írta.

## Életpályája
2012-13-ban a Liszt Ferenc Zeneművészeti Egyetem doktori demonstrátoraként zeneszerzés, zeneelmélet, hangszerelés tárgyakat oktatott. 2014-től a Weiner Leó Zeneművészeti Szakgimnázium zeneszerzés tanára, ugyanettől az évtől az Editio Musica Budapest külső munkatársa. 2016-tól a nagyváradi Partiumi Keresztény Egyetem Művészeti Tanszékének adjunktusa, zeneelméleti, formatani, kortárs zenei tárgyú kurzusok vezetője.
Zeneszerzői tevékenységében kiemelt helyet foglalnak el a vokális műfajok. Érdeklődésének középpontjában népzenei és régizenei anyagok felhasználási lehetőségei állnak. Művei – zongorakíséretes dalai, dalciklusai, operája, szóló-, kamara-, és zenekari darabjai – elhangoztak valamennyi jelentős magyarországi kortárs zenei fórumon (Budapesti Őszi Fesztivál, Café Budapest, CentriFUGA rendezvények, Mini Fesztivál, Szombathelyi Bartók Fesztivál, Vántus István Kortárszenei Napok), szerzői esteken Magyarországon és Romániában, egyéb európai országokban és az Egyesült Államokban. Zongoristaként gyakran vesz részt saját művei előadásában. 14 alkalmazott zenei mű szerzője.
Tudományos publikációi, recenziói jelentek meg, elsősorban a huszadik század magyarországi és erdélyi zenéjének témakörében. Orbán György zeneszerző életművét önálló kötetben dolgozta fel.

## Főbb művei[3][4]
- Four Preludes on White Notes (2021)
- Moldvából (In memoriam Kallós Zoltán) – moldvai magyar népi szövegekre (2019)
- Orbán-Ottó-dalok – énekhangra és zongorára (2017)
- Exit [Körtéfa] – kamaraegyüttesre (2017)
- Anabázis – nagyzenekarra (2017)
- Cassandra Letters – vonósnégyesre (2016)
- De majd megint futunk… – hét dal mezzoszoprán hangra és zongorára (2010-16)
- Three Studies (DEAC-variations) – for large ensemble (2015)
- DEAC-variációk – zongorára (2014-15)
- Suite – cimbalomra (2013)
- Apple tree, western wall… – hét dal mezzoszoprán hangra és zongorára (2008-09)
- Három zenekari darab (2008-09)
- Angol dalok – öt dal mezzoszoprán hangra és kamaraegyüttesre (2007-09)
- Naplójegyzetek/Pages From My Diary – fuvolára, klarinétra, hegedűre, gordonkára, vibrafonra, zongorára (2007)
- …spirat ventus in illum… – 12 tagú énekegyüttesre; Jób könyvének egy részletére (2006)
- Szobrokat vittem – szoprán hangra, cimbalomra, gordonkára és zongorára, Nemes Nagy Ágnes verseire (2005)
- Magyar dalok – hét dal mezzoszoprán hangra és zongorára (2004-09)
- Albumblätter – für Klavier (2003-…)

## Fontosabb koncertjei[4]
- 3 szerzői est Budapesten (2019). Dalok, kamara- és zongoraművek. RS9 színház, 2019. február 16. – Budapest Music Center, 2019. október 26. – Bartók Zeneház, 2019. december 21.[11][12][13]
- Meridian Festival. DEAC No. 6 – Bemutató. Ansamblul AdHOC, cond. Matei Pop, Bukarest, 2018. november 10.[14]
- Sztojanov Georgi, Classical Singing Final Master Presentation. Lento – bemutató. Hága, 2018. június 6.
- UMZF 2017 Zeneszerzőverseny. Exit [Körtéfa] – bemutató. Óbudai Danubia Zenekar, vez. Hámori Máté, Budapest Music Center, 2017. október 9.[15]
- Café Budapest – Mini Fesztivál. Cassandra Letters – bemutató. Somogyi Vonósnégyes, Budapest, Várkert Bazár. 2016. október 12.[16]
- DLA Doktori zárókoncert. Dalok, DEAC-variációk No. 1-3, Prelúdium és motetta, Suite. FUGA Budapesti Építészeti Központ, 2016. május 28.[17][18]
- 8 szerzői est Romániában a Balassi Intézet – Bukaresti Magyar Intézet szervezésében. Dalok, zongoraművek. Juhász Orsolya Anna (ének), Horváth Bálint (zongora), Bukarest, Sepsiszentgyörgy, Székelyudvarhely, Nagyszeben, Brassó, Csíkszereda, Gyergyószentmiklós, Kolozsvár, 2015. november 5-12.[19][20][21]
- Cluj Modern-fesztivál. Three Studies for Ensemble (DEAC-variations) – bemutató. AdHOC Ensemble, vez.: Matei Pop, Kolozsvár, AMGD. 2015. április 20.[22]
- Operaszkeccsek. A budapesti Zeneakadémia opera-szakosainak diploma-előadására írt opera bemutatója. Sarah… A Zeneakadémia Operaszakos hallgatói, Concerto Budapest, vez.: Vajda Gergely, Budapest, Zeneakadémia, Solti György-terem, 2014. június 18., 20.[23]
- Dialógusok. Horváth Bálint és Sztojanov Georgi szerzői estje. Dalok es zongoraművek 2004-2013. Juhász Orsolya, Sztojanov Georgi – ének, Horváth Bálint – zongora, Budapest, 2013. szeptember 1.[24]
- Diplomahangverseny. Angol dalok – bemutató. Szakács Ildikó (ének), A LFZE hallgatóiból alakult kamaraegyüttes, vez.: Horváth Balázs. Magyar dalok – bemutató. Érsek Dóra (ének), Horváth Bálint (zongora). Három zenekari darab – bemutató, Magyar Rádió Szimfonikus Zenekara, vez.: Tihanyi László, Budapest, Zeneakadémia, Nagyterem, 2009. április 26.
- A New Juilliard Ensemble (New York) estje. Hudson-Danube Project. Naplójegyzetek (Pages from my Diary). New Juilliard Ensemble, vez.: Joel Sachs, New York City, Juilliard School, Paul Recital Hall, 2007. október 29.[25]

## Díjai, elismerései[3][4]
- Új Magyar Zenei Fórum Zeneszerzőverseny (2017) – az Átlátszó Hang Újzenei Fesztivál és a Papageno kulturális magazin díjai
- Magyar Állami Kodály Ösztöndíj (2014-16)
- Campus Hungary Ösztöndíj (2013)
- Magyar Állami Doktori Ösztöndíj (2010-2013)
- Weöres Sándor centenáriumi pályázat (2013) – különdíj
- Hudson-Danube-Project – A New York-i Juilliard School és a budapesti Zeneakadémia közös zeneszerzői pályázata (2007)
- Színház- és Filmművészeti Egyetem dalversenye (2007) – 2. díj
- Országos Bartók Béla Zeneszerzőverseny (2004) – 1. díj